# Andreea Chițu
Andreea Chitu, née le 7 mai 1988 à Bolintin-Vale, est une judokate roumaine évoluant dans la catégorie des moins de 52 kg, poids mi-légers. Elle compte à son palmarès deux médailles d'argent et une médaille de bronze aux Championnats du monde, deux titres, deux médailles d'argent et deux de bronze aux championnats d'Europe.

## Palmarès
| Année | Compétition           | Lieu         | Résultat | Catégorie      |
| ----- | --------------------- | ------------ | -------- | -------------- |
| 2011  | Championnats du monde | Paris        | 3e       | Moins de 52 kg |
| 2012  | Championnats d'Europe | Tcheliabinsk | 1re      | Moins de 52 kg |
| 2013  | Championnats d'Europe | Budapest     | 2e       | Moins de 52 kg |
| 2014  | Championnats d'Europe | Montpellier  | 3e       | Moins de 52 kg |
| 2014  | Championnats du monde | Tcheliabinsk | 2e       | Moins de 52 kg |
| 2015  | Championnats d'Europe | Bakou        | 1re      | Moins de 52 kg |
| 2015  | Championnats du monde | Astana       | 2e       | Moins de 52 kg |
| 2016  | Championnats d'Europe | Kazan        | 3e       | Moins de 52 kg |
| 2020  | Championnats d'Europe | Prague       | 2e       | Moins de 52 kg |

### Tournois Grand Chelem et Grand Prix
| Année | Compétition             | Lieu       | Résultat | Catégorie      |
| ----- | ----------------------- | ---------- | -------- | -------------- |
| 2012  | Grand Slam de Paris     | Paris      | 3e       | moins de 52 kg |
| 2012  | Grand Prix Düsseldorf   | Düsseldorf | 2e       | moins de 52 kg |
| 2012  | Masters mondial de judo | Tioumen    | 3e       | Moins de 52 kg |
| 2013  | Grand Prix Abu Dhabi    | Abu Dhabi  | 3e       | Moins de 52 kg |
| 2013  | Grand Slam Tokyo        | Tokyo      | 3e       | Moins de 52 kg |
| 2013  | Grand Prix Jeju         | Jeju       | 3e       | Moins de 52 kg |
| 2014  | Grand Prix Samsun       | Samsun     | 3e       | Moins de 52 kg |
| 2014  | Grand Chelem de Tyumen  | Tioumen    | 3e       | Moins de 52 kg |
| 2014  | Grand Prix Tashkent     | Tashkent   | 1re      | moins de 52 kg |
| 2014  | Grand Prix Abu Dhabi    | Abu Dhabi  | 2e       | Moins de 52 kg |
| 2014  | Grand Prix Jeju         | Jeju       | 1re      | moins de 52 kg |
| 2015  | Grand Prix Düsseldorf   | Düsseldorf | 3e       | Moins de 52 kg |
| 2015  | Grand Prix Zagreb       | Zagreb     | 1re      | moins de 52 kg |
| 2015  | Grand Slam de Bakou     | Bakou      | 2e       | Moins de 52 kg |
| 2015  | Grand Prix Jeju         | Jeju       | 1re      | moins de 52 kg |
| 2016  | Slam de Paris           | Paris      | 2e       | Moins de 52 kg |
| 2016  | Grand Prix Düsseldorf   | Düsseldorf | 3e       | Moins de 52 kg |